# Votation
La votation est l'action de voter, qu'il s'agisse d'une élection ou d'un référendum. 
Dans le cadre d'une élection, la votation constitue une solution de remplacement au tirage au sort (rare).

## En Suisse
En Suisse, on parle de votation populaire pour désigner :  
- au niveau fédéral, les votes ayant lieu sur les initiatives populaires et les référendums facultatifs et obligatoires ;
- au niveau cantonal et communal, les diverses formes de votes possibles prévues par le droit cantonal (initiative populaire, référendum, motion populaire etc.).

## En France
En France, le mot retrouve une utilisation dans l'expression votation citoyenne pour La Poste par exemple, organisée à Paris en 2009.
La ville de Paris a organisé le dimanche 2 avril 2023 une votation au sujet des trottinettes, puis une autre le dimanche 4 février 2024 au sujet du stationnement.